# Thomas Duffus Hardy
 Der er flere personer med dette navn, se Thomas Hardy.
Sir Thomas Duffus Hardy (22. maj 1804 i Port Royal på Jamaica - 15. juni 1878 i London) var en engelsk historiker.
1819 ansattes han i Towers arkiv, for hvilket han i den følgende tid udgav en række samlinger af engelske kongebreve fra middelalderen samt den interessante gamle beretning Modus tenendi Parliamentum (1846). Hans dygtighed som palæograf og arkivmand gjorde, at man ønskede at ansætte ham ved det nyorganiserede engelske rigsarkiv, men på grund af protektion blev historikeren Palgrave foretrukket, og først 1861 fulgte Hardy ham som deputy keeper, hvilken stilling han beklædte til sin død.
Han virkede her med megen iver for at gøre arkivets indhold tilgængeligt for den historiske forskning, og oprettelsen af den vigtige udgiverkommission Historical manuscripts commission (1869), i hvilken han var selvskreven som medlem, skyldtes for en stor del hans initiativ. Af hans senere udgaver kan nævnes A descriptive catalogue of manuscripts relating to the history of Great-Britain and Ireland (1862—71) og Syllabus in English of Rymers Foedera (1869). Hardy blev 1873 knight.